# Forêt d'Anlier
Forêt d'Anlier är en skog i Belgien.   Den ligger i provinsen Luxemburg och regionen Vallonien, i den sydöstra delen av landet, 150 km sydost om huvudstaden Bryssel.
I omgivningarna runt Forêt d'Anlier växer i huvudsak blandskog. Runt Forêt d'Anlier är det ganska tätbefolkat, med 93 invånare per kvadratkilometer.